# Damorkestern
Damorkestern (L'Orchestre) är en pjäs av den franske dramatikern Jean Anouilh.
Pjäsen har i Sverige satts upp på Dramaten, med premiär den 30 augusti 1986 och med Kristina Adolphson, Harriet Andersson och Anita Björk i huvudrollerna. Regissör var Ingvar Kjellson, som även hade en roll i uppsättningen. Pjäsen spelades sammanlagt i 122 föreställningar. Översättare var Ingemar Leckius och Mikaela Leckius.
Dramatens föreställning bearbetades för TV och sändes den 20 oktober 1987 i Sveriges Television.